# Дава Церинг
Дава Церинг (род. в 1935 году) — бутанский дипломат, министр иностранных дел Королевства Бутан в 1972—1998 годах.

## Биография
Получил степень бакалавра наук (с отличием в области экономики и политологии) в 1956 году и степень бакалавра права в 1959 году в университете Калькутты.
В своей карьере, охватывающей более трех с половиной десятилетий, Дава Церинг работал директором образования (1960), затем генеральным секретарём крыла планирования и развития (1965) и первым министром этого же крыла в 1969 году.
В 1972 году стал министром иностранных дел и находился на этом посту в течение 26 лет до 1998 года.
Как министр иностранных дел Королевства Бутан в 1980-х и 1990-х годов, вёл переговоры по улучшению китайско-бутанских отношений. Также работал над укреплением тесных отношений с правительством Индии.

## Награды
- две из нескольких наград, которые он получил (Kuensel, 2007)
  - Королевский орден Бутана 1966 года,
  - Коронационная Золотая медаль (англ. Coronation Gold medal), 1974